# میهای‌فا
میهای‌فا (به مجاری:  Mihályfa) یک منطقهٔ مسکونی در مجارستان است که در ناحیه زالاسنت‌گروت واقع شده‌است.